# فيليب جوردن (لاعب كرة القدم الغالية)
فيليب جوردن (بالإنجليزية: Philip Jordan)‏ هو لاعب كرة القدم الغالية بريطاني، ولد في 3 مايو 1980 في مقاطعة تيرون في المملكة المتحدة.